# Verfahrens- und stoffspezifische Kriterien
Die verfahrens- und stoffspezifischen Kriterien (VSK) sind ein feststehender Begriff in der deutschen Gefahrstoffverordnung.
Mit den VSK sollen für definierte Tätigkeiten mit bestimmten Stoffen konkrete Maßnahmen und Bedingungen festgelegt werden, bei denen von einem akzeptablen Gesundheitsschutz für die betroffenen Beschäftigten ausgegangen werden kann. Damit kann auf aufwendigere Messungen und Analysen verzichtet werden.
Die VSK sind in der Technischen Regel für Gefahrstoffe (TRGS) 420 niedergelegt.
Bei entsprechenden Daten können neue Verfahrens- und stoffspezifische Kriterien (VSK) beim Ausschuss für Gefahrstoffe (AGS) beantragt werden. Nach Beschlussfassung werden sie vom BMAS im Gemeinsamen Ministerialblatt (GMBl) veröffentlicht.  Nur diese, im GMBl veröffentlichten und in der Anlage der TRGS 420 zusammengestellten VSK sind durch die Vermutungswirkung der Gefahrstoffverordnung charakterisiert. VSK sollen dem Unternehmer helfen, seinen Verpflichtungen aus der Gefahrstoffverordnung hinsichtlich der Überwachung der Arbeitsplatzgrenzwerte nachkommen zu können.
14 VSK sind in der Anlage der TRGS 420 als anerkannte standardisierte Arbeitsverfahren veröffentlicht worden:
- „Anwendung von Niedertemperatur-Dampf-Formaldehyd-(NDTF)-Verfahren zur Sterilisation im Gesundheitswesen“
- „Augenoptikerhandwerk“
- „Tätigkeiten mit Gefahrstoffen und biologischen Arbeitsstoffen beim Recycling von Textilabfällen“
- „Kunststoffverwertung – Tätigkeiten mit Gefahrstoffen und biologischen Arbeitsstoffen bei der werkstofflichen Verwertung von Kunststoffen“
- „Papierrecycling – Tätigkeiten mit Gefahrstoffen und biologischen Arbeits-stoffen bei der Aufbereitung von Papierabfällen“
- „Kraftfahrzeugrecycling – Tätigkeiten mit Gefahrstoffen beim Recycling von Kraftfahrzeugen“
- „Anwendung des Abbeizverfahrens für das Entfernen bleihaltiger Beschichtungen auf Holz und die Vorbereitung für die anschließende Neubeschichtung im Rahmen von Sanierungsmaßnahmen auf Baustellen“
- „Befüllen von Kanistern, Fässern und IBC mit organischen Flüssigkeiten“
- „Manuelles Kolbenlöten mit bleihaltigen Lotlegierungen in der Elektro- und Elektronikindustrie“ ⃰
- „Mineralische Stäube beim Ein-, Ausbetten und Strahlen in Dentallaboratorien“ ⃰
- „Manuelles Kolbenlöten mit bleifreien Lotlegierungen in der Elektro- und Elektronikindustrie“ ⃰
- „Vergießen elektronischer Bauteile mit Vergussmassen, die Methylendiphenyldiisocyanat (MDI) enthalten“ ⃰
- „Quecksilberexpositionen bei der Demontage von Flachbildschirmen“ ⃰
- „Quecksilberexpositionen bei der Sammlung von Leuchtmitteln“ ⃰

Die mit Stern ⃰ gekennzeichneten VSK sind zugleich Empfehlungen Gefährdungsermittlung der Unfallversicherungsträger (EGU).
Die früher entwickelten und ebenfalls zum Teil als VSK bezeichneten Regelungen oder Empfehlungen der LASI/ALMA und die früheren BG/BGIA-Empfehlungen sind keine VSK im heutigen Sinne, das heißt, es kann bei diesen Regelungen und Empfehlungen keine Vermutungswirkung in Anspruch genommen werden.